# Francês quebequense
O francês quebequense (em francês:  Français québécois) é um dialeto do francês, falado primariamente na província canadense de Quebec (ou Quebeque), de onde o dialeto é originário. O francês quebequense é o dialeto francês mais utilizado pela comunidade francófona na província canadiana de Ontário, mais os estados de Nova Hampshire e Vermont nos Estados Unidos. É também utilizado na província canadiana do Novo Brunswick e no Estado do Maine, EUA, onde, porém, o francês acadiano seja mais utilizado. O número total de falantes nativos é 6 800 000 (seis milhões e oitocentas mil) pessoas no Canadá.